# Vesselina Kasarova
Vesselina Kasarova (*1965, Stara Zagora, Bulgaria) es una contralto de coloratura búlgara de trascendencia mundial.

## Trayectoria
Se crio bajo el régimen comunista de su país y recibió educación musical desde temprana edad como pianista debutando a los 16 años con las sonatas de Mozart. En 1987 comenzó a estudiar canto con Ressa Koleva en Sofía debutando en su ciudad y en la Ópera de Sofía. 
En 1988, fue requerida por Herbert von Karajan, que murió al poco tiempo, para la Wiener Staatsoper. Kasarova formó parte de la Ópera de Zúrich entre 1990-92 debutando en el Festival de Salzburgo en 1991 con Colin Davis. En 1992 debutó en Viena como Rosina de El barbero de Sevilla de Gioacchino Rossini. 
Se especializa en repertorio belcantista, Mozart, Rossini y francés.

## Discografía
- Tchaikovsky: Pique Dame (The Queen Of Spades) (1988)
- Rossini: Tancredi  (1996) --[audio CD]
- Weber: Oberon  (1996) --[audio CD]
- Offenbach: La Belle Hélène  (1997) -- [DVD]
- Massenet: Werther  (1999) --[Audio CD]
- Bellini: I Capuleti e i Montecchi  (1999) --
- Berlioz: The Damnation of Faust  (1999) -- [DVD]
- Rossini: The Barber of Seville  (2001) -- [DVD]
- Donizetti: La Favorite  (2001) --[CD]
- Monteverdi: Il ritorno d'Ulisse in patria  (2003) -- [DVD]
- Mozart: La clemenza di Tito  (2003) --[DVD]
- Gluck: Orphée et Eurydice  (2004) --[DVD]
- R. Strauß: Der Rosenkavalier  (2005) --[DVD]
- Mozart" La clemenza di Tito  (2005) --[DVD]
- Mozart: La clemenza di Tito  (2006) --[CD]
- Mozart: Mitridate, ré di Ponto  (2006) --[CD]
- Rossini: La Cenerentola  (2006) --[CD]
- Donizetti: Dom Sebastien  (March 2007) --[CD]
- Händel: Alcina (September 2007) -- [SACD]
- Wir Schwestern Zwei, Wir Schönen --[Audio CD] lieder con Edita Gruberova
- Berlioz, Ravel, Chausson (1994) --Pinchas Steinberg ORF Symphonieorchester
- A Portrait (1996)
- Mozart Arias (1997) -- Sir Colin Davis Staatskapelle Dresden.
- Schubert, Brahms, Schumann: Lieder (1999) [ CD] Friedrich Haider
- Rossini: Arias and Duets (2000) [Audio CD] with Juan Diego Florez
- Nuit Resplendissante (2001) [Audio CD] Rarely heard French opera arias with Frédéric Chaslin & Münchner Rundfunkorchester
- Love Entranced: French Opera Arias (2002) Munich Radio Orchestra.
- Bulgarian Soul: Kyurkchiyski (2003) Tzanko Delibozov
- Berlin Opera Night (2004) --[DVD CD]
- The Magic of Kasarova (2004)
- Belle Nuit (2008) Ulf Schirmer Munich Radio Orchestra.
- Sento Brillar (2008) [Audio CD] Alan Curtis Il Complesso Barocco.
- Passionate Arias (2009) [Audio CD] Giuliani Carrera Munich Radio Orchestra.

## TV
- Vesselina Kasarova: Ein Portrait: (BMG Classic & Saarländischer Rundfunk)
- Tell Me, Little White Cloud (Arte-TV) Bulgarian Soul CD
- Vesselina Kasarova: Die Kunst der Verwandlung (ORF) 2005